# 1988 год в литературе

## События
- В США учреждена международная литературная премия имени Агаты Кристи — Премия Агаты.

## Премии

### Международные
- Нобелевская премия по литературе — Нагиб Махфуз, «который с помощью произведений, богатых нюансами — то прозорливо реалистичных, то вызывающих неоднозначные воспоминания — сформировал арабское повествовательное искусство, применимое ко всему человечеству»[1].
- Всемирная премия фэнтези за лучший роман — Кен Гримвуд, роман «Replay».
- Всемирная премия фэнтези за лучшую повесть — Урсула Ле Гуин, «Бизоны-малышки, идите гулять…» (англ. Buffalo Gals, Won't You Come Out Tonight).
- Всемирная премия фэнтези за лучший рассказ — Джонатан Кэрролл, «Лучший человек Друга».
- Премия Агаты — Каролин Харт[англ.], роман «Something Wicked».
- Нейштадтская литературная премия — Раджа Рао[2].
- Премия «Хьюго» за лучший роман — Дэвид Брин, «Война за Возвышение» (англ. The Uplift War)[3].
- Премия «Хьюго» за лучшую повесть — Орсон Скотт Кард, «Око за око» (англ. Eye for Eye)[3].
- Премия «Хьюго» за лучший рассказ — Лоуренс Уотт-Эванс, «Почему я ушёл из „Ночного гамбургера“» (англ. Why I Left Harry’s All-Night Hamburgers)[3].

### Австрия
- Австрийская государственная премия по европейской литературе — Анджей Щипёрский.

### Великобритания
- Букеровская премия —  Питер Кэри, «Оскар и Люсинда» (англ. Oscar and Lucinda)[4].
- Премия Сомерсета Моэма:

1. Кэрол Энн Даффи, «Selling Manhattan».
2. Джими Бёрнс, «Земля, потерявшая своих героев» (англ. The Land That Lost Its Heroes).
3. Мэтью Нил, «Банкеты шлюх» (англ. Whore Banquets).

### Израиль
- Государственная премия Израиля:
  - за литературу на иврите — Моше Шамир;
  - за поэзию — Хаим Гури.

### Испания
- Премия Сервантеса — Мария Самбрано.
- Премия принцессы Астурийской —  Хосе Анхель Валенте[5].

### Норвегия
- Премия Ибсена — Одд Сельмер, «På egne ben».

### СССР
- Премия Андрея Белого:
  - поэзия — Иван Жданов.
  - номинация проза — Андрей Битов.
  - номинация гуманитарные исследования — Владимир Малявин.

### США
- Премия Эдгара Аллана По:
  - за лучший роман — Аарон Элкинс, «Old Bones»[6].
  - за лучший первый роман американского писателя — Дэйдр Лэйкен, «Death Among Strangers»[7].
- Пулитцеровская премия за художественную книгу — Тони Моррисон, «Возлюбленная» (англ. Beloved)[8].
- Пулитцеровская премия за лучшую драму — Альфред Ури, «Шофер мисс Дэйзи» (англ. Driving Miss Daisy)[9].
- Пулитцеровская премия за поэзию — Уильям Мередит, «Частичные доклады: новые и избранные стихотворения» (англ.  Partial Accounts: New and Selected Poems)[10].

### Швеция
- Литературная премия Шведской академии — Нильс Энквист[швед.][11].

### Франция
- Гонкуровская премия — Эрик Орсенна, «Колониальная выставка» (фр. L’exposition coloniale)[12].
- Премия Ренодо — Рене Депестр, «Hadriana dans tous mes rêves».
- Премия Фемина — Александр Жарден, «Зебра» (фр. Le Zèbre).
- Премия Медичи — Кристина Рошфор, «La Porte du Fond».
  - за лучшее зарубежное произведение — Томас Бернхард, «Старые мастера» (нем. Alte Meister).

## Книги
- «Вещие сестрички» (англ. Wyrd Sisters) — юмористическое фэнтези Терри Пратчетта.
- «Повести и рассказы» — сборник повестей и рассказов Фёдора Самохина.

### Романы
- «Алхимик» (порт. O Alquimista) — роман Пауло Коэльо.
- «Аптекарь» — роман Владимира Орлова.
- «Дэнс, Дэнс, Дэнс» — роман Харуки Мураками.
- «Железо, ржавое железо» (англ. Any Old Iron) — роман Энтони Бёрджесса.
- «Маятник Фуко» (итал. Il pendolo di Foucault) — роман Умберто Эко.
- «Мы» — роман Евгения Замятина.
- «На полголовы впереди» (англ. The Edge) — роман Дика Френсиса.
- «Сатанинские стихи» (англ. The Satanic Verses) — роман Салмана Рушди.
- «Сокровища» (пол. Skarby) — роман Иоанны Хмелевской.
- «Учитель фехтования» — роман Артуро Переса-Реверте.
- «Форсирование романа-реки» (хорв. Forsiranje romana-reke) — роман Дубравки Угрешич.

### Повести
- «Записки народного судьи Семёна Бузыкина» — повесть Виктора Курочкина.
- «Первокурсница» — повесть Ольги Славниковой.
- «Чёрные камни» — автобиографическая повесть Анатолия Жигулина.

### Драматургия
- «От субботы до воскресенья» — пьеса Степана Лобозёрова.
- «Шерочка с машерочкой» — пьеса Николая Коляды.

### Поэзия
- «Взгляд» — сборник стихов Игоря Сахновского.

### Литературоведение
- «Три еретика. Повести о Писемском, Мельникове-Печерском, Лескове» — книга Льва Аннинского.
- «Тютчев» — книга Вадима Кожинова.

### Научно-популярная литература
- «Краткая история времени» (англ. A Brief History of Time) — научно-популярная книга Стивена Хокинга.

## Умерли
- 27 января – Масса Макан Диабате, малийский писатель и драматург.
- 7 февраля — Лин Картер, американский писатель-фантаст, литературовед и редактор (родился в 1930).
- 17 февраля — Александр Николаевич Башлачёв, советский поэт, музыкант (родился в 1960).
- 6 апреля — Эмиль Румер, — гаитянский поэт, публицист (родился в 1903).
- 25 апреля — Клиффорд Саймак, американский писатель-фантаст, один из основоположников современной американской научной фантастики (родился в 1904).
- 8 мая — Роберт Хайнлайн, американский писатель-фантаст (родился в 1907).
- 23 мая — Алексей Фёдорович Лосев, русский философ и филолог (родился в 1893).
- 19 октября — Наталия Петровна Кончаловская, советская детская писательница, поэтесса и переводчица (родилась в 1903).
- 30 октября — Тасос Ливадитис, греческий писатель и поэт (родился в 1922).
- 10 ноября – Александру Жар, румынский поэт и прозаик.
- 24 ноября — Лев Иванович Давыдычев, советский детский писатель (родился в 1927).
- 30 декабря — Юлий Маркович Даниэль, советский поэт, прозаик, переводчик, диссидент (родился в 1925).
- Мырзабек Тулегенович Дуйсенов, казахский и советский прозаик, публицист (род. в 1928).